# کلمنت آرمیتاژ
کلمنت آرمیتاژ (انگلیسی: Clement Armitage; ۱۲ دسامبر ۱۸۸۱ – ۱۵ دسامبر ۱۹۷۳) فرد نظامی اهل بریتانیا بود. وی همچنین برندهٔ جوایزی همچون نشان حمام شده‌است.